# Portugals utrikesdepartement
Utrikesdepartementet (MNE) i Portugal (Ministério dos Negócios Estrangeiros) ansvarar för landets utrikes-, bistånds- och EU-politik, samt utvandrarfrågor. Ministeriet leds av utrikesministern, som sedan 2022 är João Gomes Cravinho. Tjänstemannaledningen består av fyra statssekreterare.